# Llei de delictes sexuals de 1967
La Llei de delictes sexuals de 1967 (Sexual Offences Act 1967, en anglès) és una llei del Parlament del Regne Unit de 1967. Despenalitzava les pràctiques homosexuals en privat, sempre que fossin entre adults majors d'edat, vint-i-un anys en aquest moment. Va ser polèmica en el seu temps, i encara que va resultar un avanç respecte a la situació anterior. Ha estat criticada per continuar amb la desigualtat entre els homosexuals i els heterosexuals. A causa que establia edats de consentiment sexual discriminatòries i feia una estricta imposició de la privadesa, deixava oberta la possibilitat que la majoria dels homes homosexuals fossin assetjats i perseguits policialment, com afirma Peter Tatchell en el seu llibre de 1992 Europe in The Pink.
La llei era només per a Anglaterra i Gal·les, i tampoc era aplicable en la marina mercant i en les forces armades. L'homosexualitat no es va despenalitzar a Escòcia fins a l'aprovació de la Llei de justícia penal de 1980 i a Irlanda del Nord de l'Ordre de delictes homosexuals de 1982.

## Història
Al final dels anys 1960 dos parlamentaris, Leo Abse i Arthur Gore (Lord Arran), van proposar humanitzar la forma en la qual les lleis penals tractaven als homosexuals per mitjà d'un projecte per reformar les lleis de delictes sexuals. Les seccions 61 i 62 de la Llei de delictes contra la persona de 1861 qualificaven de delicte qualsevol pràctica homosexual, condemnant-les a penes que anaven des de les multes, a penes de presó que podien arribar a la cadena perpètua. Els homes homosexuals eren perseguits i condemnats per actes sense perjudici a tercers, és a dir, entre adults que consentien, cosa que era fortament criticat.
En el seu projecte de llei de delictes sexuals, Aaron es recolzava en les recomanacions de l'informe Wolfenden (1957) que estaven a favor de despenalitzar la pràctiques homosexuals entre adults.

El comitè Wolfenden s'havia format a mitjan anys 1950 per analitzar l'homosexualitat i la prostitució, i entre els seus membres es trobaven jutges, psiquiatres, diversos acadèmics i fins i tot un teòleg. Després de diversos anys van presentar un informe en el qual arribaven a la conclusió que les lleis penals no havien d'intervenir en els assumptes sexuals privats d'adults que consentien en la privadesa de les seves llars. La posició del comitè es va resumir així: 
| «                          | Llevat que hi hagi un intent deliberat de la societat de convertir en equivalents per mitjà de la llei l'esfera del delicte i la del pecat, ha de romandre en l'àmbit del privat el que, concisament, no és assumpte de la llei. | » |
| — Informe Wolfenden (1957) | |   |

Després de la publicació de l'informe no va haver-hi durant deu anys cap iniciativa política sobre l'assumpte, però el 1967 el govern laborista del moment va mostrar el seu suport a la proposta d'Aaran, ja que hi havia una opinió generalitzada que els homosexuals no podien continuar sent penalitzats per disposicions antiquades. El projecte va rebre la sanció real el 28 de juliol de 1967 després d'un intens debat en la Cambra dels Comuns del Regne Unit.
Lord Arran, a causa de les opinions imperants en l'època i en un intent de minimitzar les crítiques que aquesta llei podria provocar en el públic amb un tema relatiu als drets civils dels homosexuals, va fer la següent declaració: “Els demano [als homosexuals] que mostrin el seu agraïment comportant-se de forma discreta i digna… qualsevol classe de comportament ostentatiu o qualsevol exhibició pública seria totalment de mal gust…[i] provocaria que els patrocinadors d'aquest projecte es penedissin d'haver fet el que han fet”.
Les conseqüències legals d'aquesta legislació han estat descrites com una despenalització penal parcial de l'homosexualitat masculina, no total. Les excepcions que establia la llei deixava la porta oberta per perseguir als homosexuals i continuar considerant l'homosexualitat com un delicte, per establir l'edat de consentiment homosexual en vint-i-un anys quan per als heterosexuals era de setze anys i una restrictiva imposició d'intimitat. L'estricta interpretació que van fer els tribunals del terme “privat” com exclusivament la intimitat de la llar, la qual cosa excloïa fins i tot els hotels, va permetre continuar la persecució dels homes que fossin en llocs públics o de trobada a l'aire lliure pel simple fet de fer-se un petó. El terme “privat” feia una altra restricció en interpretar-se com a sexe exclusivament entre dues persones, i es va arribar a l'extrem d'establir que les relacions no es produïen en privat quan a la mateixa casa hi hagués una altra persona, encara que estigués a una altra habitació.
Aquestes discriminacions van ser objecte de crítica de les organitzacions en defensa dels drets civils dels homosexuals i van ser l'objectiu de les seves protestes i mobilitzacions dels següents anys.
El 1979 va haver-hi una proposta del ministeri de l'Interior de reduir l'edat de consentiment sexual per als homosexuals a divuit anys, però va ser rebutjada.

## Esmenes
- El 1994 l'edat de consentiment sexual per als homosexuals es va reduir a divuit anys, l'edat de majoria d'edat legal, després d'una iniciativa d'Edwina Currie que demanava igualar-la a 16 que va ser rebutjada.
- El 2000 es va produir l'esmena que equiparava les edats de consentiment i la va establir en setze anys.
- En la Llei de delictes sexuals de 2003 es va fer una revisió general de les disposicions provinents de les lleis de delictes sexuals de 1956 i 1967. També es van derogar tots els delictes d'índole sexual sense perjudici a tercers i es va eliminar de l'ordenament legal i policial els termes “indecència greu” i buggery, per exemple va deixar de ser delicte la pràctica de sexe de més de dos homes alhora.